# Кольонія-Пшеросль
Кольонія-Пшеросль (пол. Kolonia Przerośl) — село в Польщі, у гміні Пшеросль Сувальського повіту Підляського воєводства.
Населення — 312 осіб (2011).
У 1975-1998 роках село належало до Сувальського воєводства.

## Демографія
Демографічна структура станом на 31 березня 2011 року:
|          | Загалом | Допрацездатний вік | Працездатний вік | Постпрацездатний вік |
| -------- | ------- | ------------------ | ---------------- | -------------------- |
| Чоловіки | 173     | 39                 | 112              | 22                   |
| Жінки    | 139     | 34                 | 76               | 29                   |
| Разом    | 312     | 73                 | 188              | 51                   |